# Irene Dushmani
Irene Dushmani, levde 1458, var en albansk adelskvinna. Hon var regerande furstinna av Zadrima och Pult vid mitten av 1400-talet.  
Irene Dushmani var dotter till Lekë Dushmani, furste av Zadrima. Hennes far avled 1458, och hon ärvde hans furstendöme. De två albanska furstarna Lekë Dukagjini och Lekë Zaharia Altisferi var rivaler om att gifta sig med henne, en rivalitet som urartade i en klanfejd. Irene Dushmani föredrog Lekë Zaharia Altisferi. Dukagjini mördade Altisferi, vilket ledde till en fejd mellan Dukagjini och Skanderbeg.